# Thymus funkii
Thymus funkii là một loài thực vật có hoa trong họ Hoa môi. Loài này được Coss. miêu tả khoa học đầu tiên năm 1851.